# جلابی (رود)
 رودخانه جلابی  یکی از نقاط دیدنی استان هرمزگان در جنوب ایران است. 
رودخانه جلابی از کوههای شمالی بندرعباس سرچشمه می‌گیرد و به طرف جنوب جریان می‌یابد و پس از دریافت آب شعبات متعدد، در حدود ۴۰ کیلومتر شرق بندرعباس به خلیج فارس می‌ریزد . 